# Мочан (урочище)
Моча́н — крупный солончак (озеро) на юго-западе Новосибирской области, в центральной части Баганского района. Располагается на территории высохшего мелководного горько-солёного озера Мочан.
В настоящее время представляет собой сильно засоленный обширный участок, на котором располагаются мокрые соровые и пухлые солончаки. Как и на многих сорах, от урочища исходит весьма ощутимый, едкий запах сероводорода. Поверхность солончака весной влажная, в понижениях часто скапливается рапа, к середине лета поверхность постепенно высыхает и покрывается значительной корочкой соли или на пухлых участках рыхлым мирабилитом.

## Растительность
Разреженная растительность представлена галофитами, преимущественно из семейства маревые: полукустарничками — поташник олиственный, лебеда бородавчатая и однолетниками — солерос, виды сведы, офайстон однотычинковый, а также, свинчатковые — кермеки коралловидный и Гмелина, и франкениевыми — франкения волосистая.

## Значение
Виды растений, произрастающие на территории урочища, большей частью являются редкими видами, занесёнными в Красную книгу Новосибирской области, поэтому территория нуждается в получении статуса заказника. Кроме того, Мочан представляет собой специфический, нехарактерный для лесостепной зоны полупустынный ландшафт, который сам по себе, несомненно, нуждается в охране, как памятник природы. На территории постоянно ведется выпас скота, представляющий определённую опасность для уникальной флоры солончака.
Также в районе солончака было найдено значительное количество курганов и могильников, объявленных культурным наследием Новосибирской области